# Szczekarków (powiat opolski)
Szczekarków – wieś w Polsce położona w województwie lubelskim, w powiecie opolskim, w gminie Wilków.
Wieś szlachecka  położona była w drugiej połowie XVI wieku w powiecie lubelskim województwa lubelskiego.
Wieś stanowi sołectwo w gminie Wilków. Według Narodowego Spisu Powszechnego z roku 2011 wieś liczyła 211 mieszkańców.
W dniu 13 sierpnia 1943 jedenastu partyzantów obwodu Puławy Okręgu Lublin Batalionów Chłopskich pod dowództwem Jana Jabłońskiego rozbiło urząd gminy w Szczekarkowie, niszcząc niemiecką dokumentację (w tym listy osób przeznaczonych do wysłania na roboty przymusowe) oraz uwalniając pięć osób uwięzionych w areszcie za niedostarczanie kontyngentów żywnościowych na rzecz Niemców.
Do 1954 roku istniała gmina Szczekarków. W latach 1975–1998 miejscowość należała administracyjnie do województwa lubelskiego.
Wierni Kościoła rzymskokatolickiego należą do parafii św. Floriana i św. Urszuli w Wilkowie.

## Historia średniowiecza
Szczekarków – wieś położona 10 km na południowy zachód od miasta Kazimierza Dolnego nad rzeką Chodelką, około 71 km na północny wschód od klasztoru świętokrzyskiego, 8 km na północ od wsi Braciejowice, klucza dóbr benedyktyńskich.
Nazwy patronimiczne wsi – 1417 Sczekarkow, 1419 Sczecarcow, 1451 Szkorkow(!).
Powiat lubelski, parafia Wilków.

## Granice, topografia
- 1465 – las zwany Czarne z jeziorem, własność plebana w Chotczy[15].
- 1477 – prawo wyrębu w lasach Choteckich z Zawady[16].
- 1480–1 – granice z Kłodnicą[17].
- 1485 – granice z Wrzelowem: od kopca między wsią Kłodnicą i Urzędkowem koło doliny, czyli jeziora zwanym Wisłka lasem do zarośli zwanym Księże i dalej do rzeki Wisły[18].

## Kalendarium własności
Własność szlachecka
- 1417 – Jakub, Mikołaj, Piotr dziedzic Szczekarkowa i Zawady[19] Katarzyna z Szczekarkowa[20].
- 1417–29 – Mikołaj ze Szczekarkowa[21].
- 1418 – Maciej ze Szczekarkowa[22].
- 1419 – dziedzice Stachnica Tarłowa, Katarzyna Tomkowa, Hanna, Mikołaj, Jakub, Piotr[23].
- 1427 – Jan ze Szczekarkowa[24].
- 1442–4 – Mikołaj ze Szczekarkowa[25].
- 1443 – Małgorzata żona Mikołaja[26] Jakub z Szczekarkowa[27].
- 1451 – dziedzic Jakub oraz synowie jego brata Mikołaja z Chotczy Mikołaj i Stanisław[28].
- 1469 – dziedzicami byli Jerzy Nogawka i Mikołaj Chotecki[29].
- 1470–80 – dziedzic Jakub, Mikołaj i Stanisław Choteccy herbu Nabra. Folwark na 4 łanach kmiecych (Długosz L.B. II 554, III 243).
- 1477–85 – dziedzicami byli bracia Mikołaj i Stanisław[30][31].
- 1531–3 – pobór łącznie z Urzędkowem z 1 1/2 łana[32] .
- 1704 – wieś należącą do dóbr opolskich w województwie lubelskim odziedziczyła Teresa Dunin-Borkowska, żona wojewody lubelskiego Stanisława Tarły[33].

## Powinności dziesięcinne
Dziesięcina należy do klasztoru świętokrzyskiego i plebana w Chotczy.
- 1465 – dziesięcina z folwarku należy do plebana Chotczy[34].
- 1470–80 – z 4 łanów kmiecych dziesięcina snopowa i konopna wartości do 3 grzywien dowożą klasztorowi świętokrzyskiemu (Długosz L.B. II 554; III 243);
- 1529 – dziesięcina snopowa wartości 2 grzywny należy do stołu konwentu świętokrzyskiego[35].
- 1542–3 – z powodu zniszczeń spowodowanych przez wylew Wisły wieś nie oddaje klasztorowi świętokrzyskiemu dziesięciny[36][a]
- 1595 – z części Szczekarkowa dziesięcinę pobiera pleban Chotczy[37], który ma tu las z jeziorem Białym obecnie okupowany przez dziedzica Łaszcza[38].
- 1622–1652 Barbara Słupecka płaci konwentowi świętokrzyskiemu za dziesięciny z wsi Kowala, Wola Kowalska, Wrzelów i Szczekarków 60 zł[39].
- 1659 – Jerzy z Konar Słupecki podkomorzy lubelski zobowiązuje się płacić dożywotnio klasztorowi świętokrzyskiemu 33 zł rocznie za dziesięcinę ze Szczekarkowa[40].
- 1721 – dziesięcina należała do plebana Chotczy[41].
- 1819 – dziesięcina snopowa z wsi Kowala i Szczekarków kupowana była przez gromadę za 54 zł i należy do stołu konwentu[40].

## Badania archeologiczne
Podczas badań archeologicznych na terenie Szczekarkowa odkryto osadę wczesnośredniowieczną.
Ślady materialne osadnictwa z VII–XIII wieku stwierdzono w trakcie badań prowadzonych w ramach programu Archeologiczne Zdjęcie Polski.

## Zabytki
Według rejestru zabytków NID na listę zabytków wpisane są obiekty:
- zespół dworski, XIX/XX, nr rej.: A/785 z 24.07.1979:
  - dwór
  - rządcówka
  - budynek gospodarczy
  - park.

## Literatura
- Szczekarków, [w:] Słownik geograficzny Królestwa Polskiego, t. XI: Sochaczew – Szlubowska Wola, Warszawa 1890, s. 836.
- Stanisław Kuraś: Słownik historyczno-geograficzny województwa lubelskiego w średniowieczu, oprac. S.  Kuraś (Dzieje Lubelszczyzny, 3),. Wyd. Warszawa 1983. Lublin 1998: Dzieje Lubelszczyzny, 3. Brak numerów stron w książce
- Stefan Rodak Marszem podziemnym Ludowa Spółdzielnia Wydawnicza Warszawa 1970